# Jože Florjančič
Jože Florjančič, slovenski kadrovnik, * 10. februar 1937, Ljubljana, † april 2014.
Bil je predstojnik Laboratorija za kadrovske sisteme v okviru Fakultete za organizacijske vede v Kranju; med letoma 1981 in 2004 je bil tudi dekan fakultete.

## Odlikovanja in nagrade
Leta 2000 je prejel častni znak svobode Republike Slovenije z naslednjo utemeljitvijo: »za pedagoški in svetovalni prispevek na kadrovskem področju v Sloveniji ter za zasluge pri razvoju višjega in visokega šolstva«.